# Cotesia enypiae
Cotesia enypiae är en stekelart som först beskrevs av Mason 1959.  Cotesia enypiae ingår i släktet Cotesia och familjen bracksteklar. Inga underarter finns listade i Catalogue of Life.